# اندیس شاخ کنار
شاخ کنار یک اندیس فلزی است که در حوالی شهر ورزنه استان اصفهان قرار دارد و مادهٔ معدنی موجود در آن، هماتیت است.  